# ラザー・バシール・ターラル
ラザー・バシール・ターラル（ウルドゥー語: رضا بشیر تارڑ、英語: Raza Bashir Tarar、1964年 - ）は、パキスタンの外交官、大使。マニラ、ブリュッセル、東京、ニューヨークでの在外勤務や、在ケニア高等弁務官（大使相当）、在カナダ高等弁務官、外務大臣特別補佐官を経て、2022年11月に次期駐日大使として東京に着任。2023年3月より駐日大使を務めている。既婚で子供が二人いる。

## 経歴
1987年、ターラルはパキスタン外務省に入省。1987年から1989年にかけて外交官専門研修を、1989年から1990年にかけて日本で日本語研修を受けた。
1991年から1994年にかけて在フィリピン大使館で在外勤務。イスラマバードの本省勤務を経た後、1999年から2002年にかけて在ベルギー大使館で、2002年から2005年にかけて駐日大使館で在外勤務。
本省勤務を経た後、2008年から2013年にかけてニューヨークの国際連合パキスタン政府代表部で次席代表を務めた。
2013年から2015年にかけて外務省軍縮局長を務め、在任中にパキスタン代表団を率いて様々な国際会議や日本を含む二国間軍縮協議に参加した。
2015年8月から2019年2月にかけて、ナイロビ常駐の在ケニア高等弁務官（大使相当）兼在ブルンジ大使兼在エリトリア大使兼在ルワンダ高等弁務官兼在ウガンダ高等弁務官を務めた。在ケニア高等弁務官在任中の2018年11月には、ナイロビで開催されたケニア、カナダ、日本の3ヶ国共催の「持続可能なブルーエコノミー会議」（SBEC）にパキスタン代表団を率いて参加している。
2019年2月から2021年7月にかけて、オタワ常駐の在カナダ高等弁務官兼在トリニダード・トバゴ高等弁務官を務めた。
2021年7月から2022年4月にかけて、外務大臣官房戦略的コミュニケーション特別補佐官を、2022年4月から同年11月にかけて政策企画パブリック・ディプロマシー（PP＆PD）部特別補佐官を務めた。
2022年11月9日、次期駐日大使として東京に赴任。2023年3月8日、皇居で信任状を捧呈し、駐日大使として正式に就任した。なお、この日は2020年3月以来3年ぶり、新型コロナウィルス感染症（COVID-19）流行後では初となる馬車での大使送迎が行われ、まず駐日フィジー大使フィリモネ・ワガバザが、次いでターラル大使が儀装馬車に乗って皇居に参内した。